# Akademizm

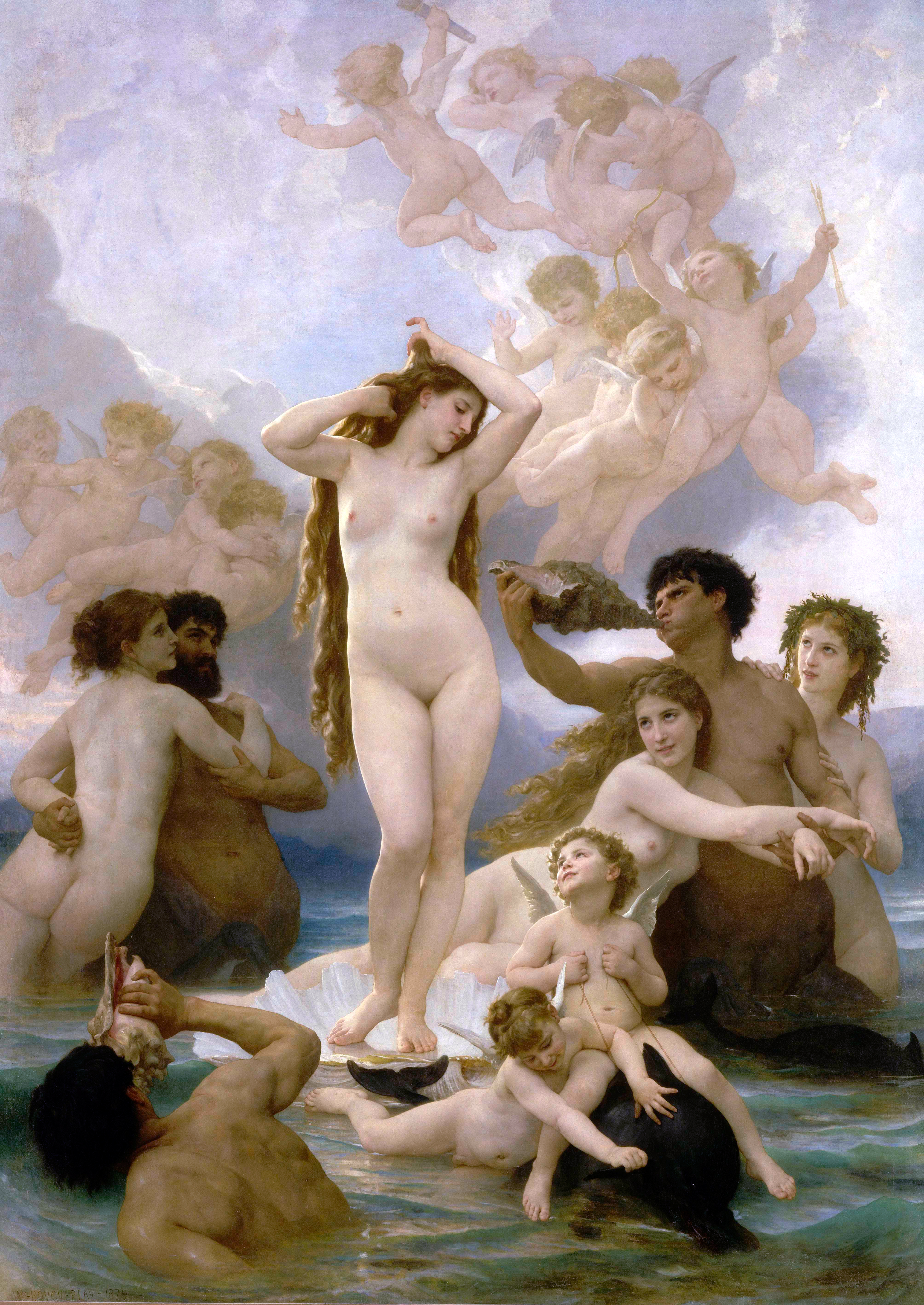
William-Adolphe Bouguereau, Narodziny Wenus, 1879

Akademizm – kierunek w sztuce europejskiej rozwijający się od XVII do XIX wieku, skupiający się na malarstwie i rzeźbie. Polegał na odwoływaniu się do zasad i ideałów sztuki antycznej oraz renesansowej, a także naśladowaniu dzieł uznanych za doskonałe, preferujący tematykę historyczną, religijną i mitologiczną. Propagowany głównie przez akademie sztuk pięknych.
Potocznie: konwencja artystyczna, odznaczająca się konwencjonalną poprawnością formy przy jednoczesnym odrzuceniu spontanicznej ekspresji.
W XIX wieku zaczęły powstawać demokracje konstytucyjne i trwała rewolucja przemysłowa. Ważną rolę zaczęły pełnić miasta i ich mieszkańcy. Zmienił się zatem status artystów – przestali być nadworni, a głównymi kupcami ich obrazów i odbiorcami stali się mieszczanie.
Tworzono wyższe szkoły artystyczne, tzw. akademie. Twierdzono bowiem, iż naturę należy poprawiać, a twórczość odnosić do inspiracji dziełami historycznymi.
Według nauczycieli akademickich, sztuki można się nauczyć, ale trzeba mieć dobre inspiracje. Artysta musi umieć poprawiać naturę. Dlatego też akademicy uczyli się najpierw rysunku kopiując dzieła mistrzów (takich jak Rafael Santi), następnie uczyli się rysować z rzeźb antycznych i renesansowych, a na końcu dopiero malowali żywe modele.

## Akademicka hierarchia tematów
Po pierwsze:
- należało malować ważne i wzniosłe tematy, głównie mitologiczne lub historyczne. Temat był bardzo ważnym aspektem dzieła. Jeśli temat był wzniosły, profesorowie akademii zezwalali na namalowanie obrazu na wielkim płótnie. Tak więc wielkość obrazu zależała od wzniosłości tematu.

Następnie:
- pejzaż,
- portret,
- sceny rodzajowe,
- martwa natura.

Wszystko poprzez filtr widzenia artystycznego.
Po wyborze tematu i ustaleniu kompozycji autor tworzył dzieło ściśle trzymając się jakiegoś z istniejących już sprawdzonych wzorców – poszukiwał wyrazu korzystając np. z albumu z elementami służącymi jako wzorce. Różne relacje uczuciowe występujące na obrazie musiały być ściśle podporządkowane głównemu tematowi (decorum – forma i kompozycja dostosowane do tematu).

## Koniec hegemonii
Akademie przez swoją działalność teoretyczną i pedagogiczną odgrywały początkowo pozytywne role. Dbały o wysoką rangę sztuki i pozycję społeczną artysty. Akademicki proces kształcenia dawał solidne opanowanie malarskiego rzemiosła, uczył dbałości o warsztat. Z czasem jednak, gdy akademie zawładnęły całokształtem życia kulturalnego, ich konserwatyzm i apodyktyczność zaczęły wywoływać coraz silniejszą reakcję ze strony artystów. Zaczęto podawać w wątpliwość ideę nauczania sztuki przez wpajanie prawideł. Akademie nazywano "fabrykami miernot", tłamszącymi indywidualność.
Zarzucano im despotyczne ograniczenie wolności twórców i ogłupiające metody nauczania. Dowodzono, że bezmyślne rysowanie według gipsowych odlewów zabija w przyszłych artystach indywidualny charakter, a ścisłe trzymanie się reguł prowadzi do ograniczenia samodzielnych poszukiwań, zarówno w doborze tematyki, jak stosowaniu środków formalnych (kompozycja, koloryt oraz technika).
Akademizm, coraz głośniej krytykowany, a równocześnie wypierany przez nowe kierunki, zaczął znikać w latach dziewięćdziesiątych XIX wieku. Po 1900 roku nie pozostało już nic z wielkiej sławy akademików. Dopiero zmęczenie awangardą XX wieku spowodowało, że w latach siedemdziesiątych tego stulecia ponownie zainteresowano się ich twórczością.

## Przedstawiciele akademizmu
Jednym z przedstawicieli akademizmu był Polak Henryk Siemiradzki; inni akademiści to m.in.: William-Adolphe Bouguereau, Alexandre Cabanel, Hans Makart, Jean Gérome, Lawrence Alma-Tadema, Thomas Couture, Fiodor Bruni.